# سن ایگناسیو
سن ایگناسیو (به اسپانیایی: San Ignacio, Paraguay) شهری در کشور پاراگوئه، استان میسیونس است که جمعیت آن در سرشماری سال ۲۰۰۲ میلادی ۱۳٫۷۱۶ نفر بوده‌است.